# Marios Joannou Elia

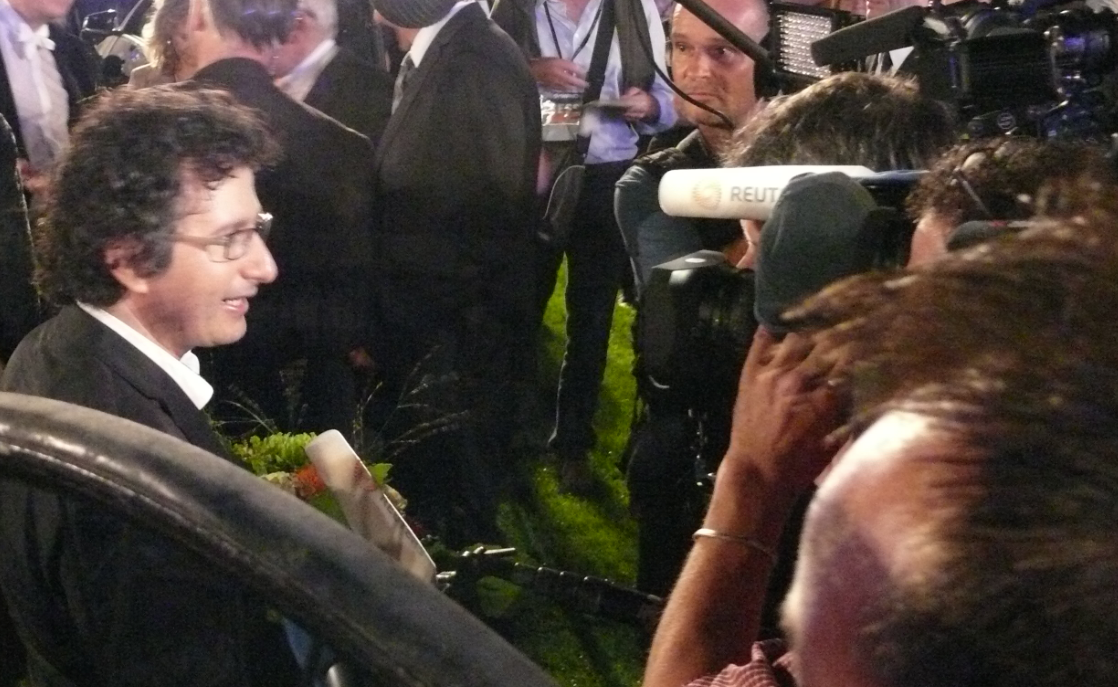
Marios Joannou Elia, 2011

Marios Joannou Elia (în greacă Μάριος Ιωάννου Ηλία; n. 18 iunie 1978, Paphos) este un compozitor din Cipru.
Elia a studiat la Universitatea de Muzică și Arte Dramatice Mozarteum din Salzburg, la Universitatea de Muzică din Basel și la Universitatea de Muzică și Arte Dramatice din Viena și a obținut un doctorat la Universitatea britanică Southampton. 
Perceput de critici drept un "unul dintre cei mai importanți reprezentanți ai noii generații de compozitori" și drept "un magician al sunetelor", Elia înglobează în spectacolele sale instrumente neconvenționale și elemente multimedia.